# Simon Barg
Simon Barg (* 16. März 1983 in Ajax, Ontario, Kanada) ist ein kanadischer Eishockeyspieler, der seit Januar 2011 für die Löwen Frankfurt spielt.

## Karriere
Im Alter von 18 Jahren wechselte Simon Barg zu den Barrie Colts in die Ontario Hockey League, eine der drei höchsten Juniorenligen in Kanada. Während der Saison 2002/03 schloss er sich dann den Aurora Tigers an, für die er in der Ontario Junior Hockey League spielte. Nach Ablauf seiner Juniorenzeit ging Barg 2003 an die University of Toronto, wo er in den folgenden vier Spielzeiten für die Varsity Blues in der Kanadischen Universitätsliga aufs Eis ging. 
2007 kam er erstmals nach Deutschland und spielte zwei Jahre für den EC Peiting in der Oberliga. In der  Saison 2008/09 wurde er mit 146 Punkten in 67 Partien Topscorer der Oberliga Süd und erreichte mit Peiting das Play-off-Finale. Nach einer Saison beim WSV Sterzing Broncos in der italienischen Serie A2 kehrte er für die Spielzeit 2010/11 nach Deutschland zurück. Er unterschrieb bei den Moskitos Essen einen Probevertrag  bis zum 26. Dezember 2010. Aus privaten Gründen wechselte Barg zum 1. Januar 2011 zu den Löwen Frankfurt, mit denen er 2011 Regionalliga-Meister wurde und in die Oberliga aufstieg.

## Karrierestatistik
(Legende zur Spielerstatistik: Sp oder GP = absolvierte Spiele; T oder G = erzielte Tore; V oder A = erzielte Assists; Pkt oder Pts = erzielte Scorerpunkte; SM oder PIM = erhaltene Strafminuten; +/− = Plus/Minus-Bilanz; PP = erzielte Überzahltore; SH = erzielte Unterzahltore; GW = erzielte Siegtore; 1 Play-downs/Relegation; Kursiv: Statistik nicht vollständig)